# Hiroh Kikai

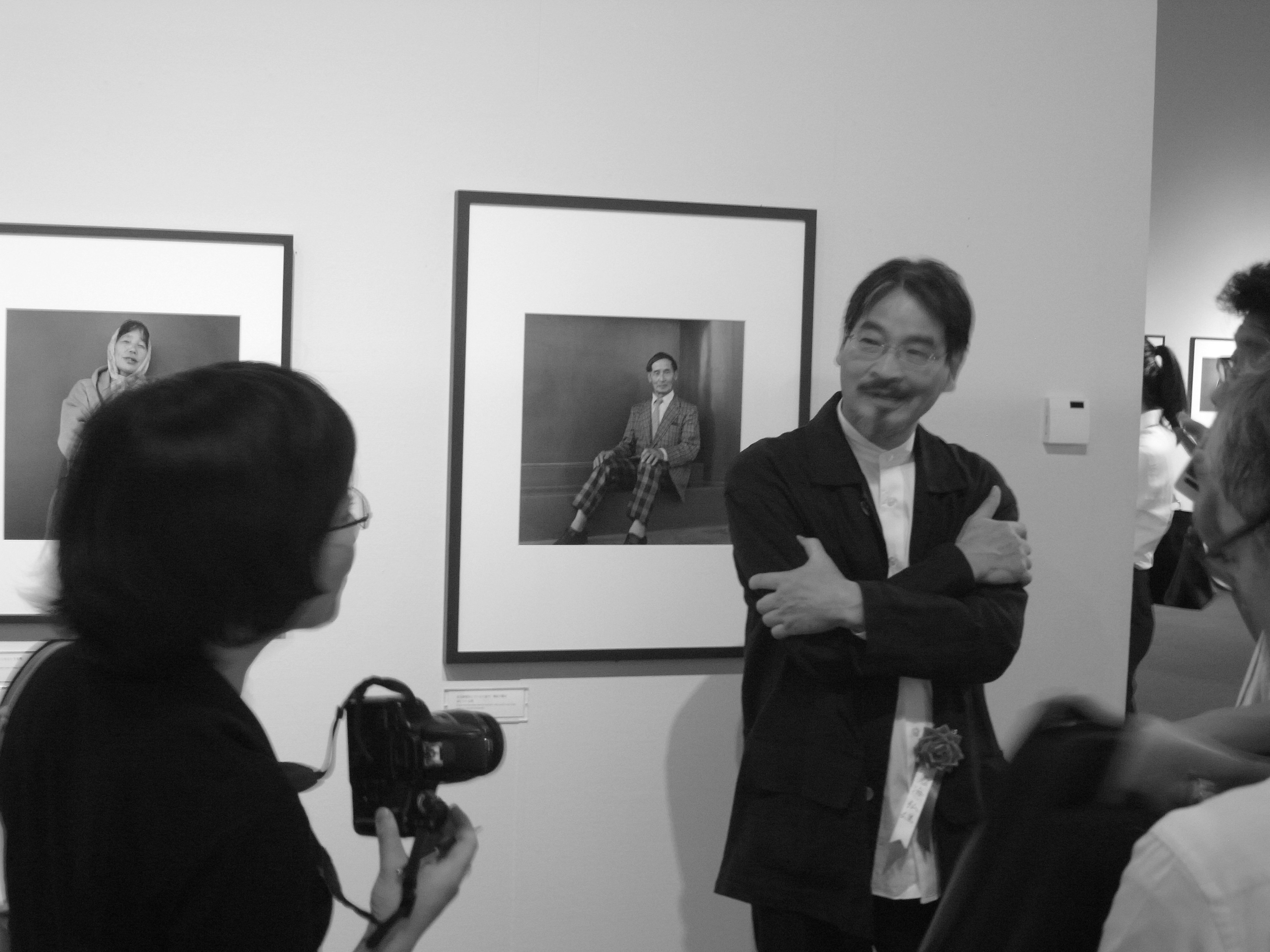
Kikai poskytl rozhovor během tiskové ukázky své výstavy Tokijské portréty v Tokijském metropolitním muzeu fotografie, 12. srpna 2011

Hiroh Kikai nebo Hiro'o Kikai (鬼海 弘雄, Kikai Hiroo, 18. března 1945 – 19. října 2020) byl japonský fotograf nejznámější v Japonsku čtyřmi sériemi černobílých fotografií: scénami budov v Tokiu a v jeho blízkosti, portréty lidí v tokijské oblasti Asakusa a fotografiemi venkovského a městského života v Indii a Turecku. Každý z nich sledoval více než dvě desetiletí a každé vedlo k jedné nebo více sbírkám vydaných v knižní podobě.
Ačkoli byl dříve uznávanou osobností v japonské fotografii, na světě byl Kikai skoro neznámý až do roku 2004, kdy vyšlo první vydání jeho knihy Persona, sbírka portrétů Asakusy, která získala Cenu Kena Domona i Výroční cenu Japonské fotografické společnosti. V roce 2009 se spolupodílei ICP a Steidl na vydání knížky Asakusa Portraits pro mezinárodní trh.

## Raná léta
Kikai se narodil ve vesnici Daigo (nyní součást Sagae v prefektuře Jamagata) 18. března 1945 jako sedmé a poslední dítě (a pátý syn) rodiny. Měl šťastné dětství, od jedenácti let si rád hrál sám v přírodě obklopující vesnici. V roce 1963 dostudoval střední školu, rok pracoval v Jamagatě a poté odešel studovat filozofii na Hosei University v Tokiu. Jako student měl velký zájem o kino – obzvlášť se mu líbily filmy Andrzeje Wajdy, který později přispěl eseji do několika jeho knih, a Sajádžita Ráje – a řekl, že by pracoval ve filmové produkci, pokud by nemusel psát scénáře, což ho nikdy nebavilo, a nebyly nutné peníze, které mu chyběly.
Ihned po ukončení studia v roce 1968 pracoval Kikai dva roky jako řidič kamionu a dva roky v loděnici. Mezitím zůstal v kontaktu se svým profesorem filozofie z univerzitních dob Sadayoši Fukudou, jehož zájmy se rozšířily i na psaní pravidelné rubriky pro časopis Camera Mainiči; představil Kikaie jeho redaktorovi, Šojimu Jamagišiovi, který mu ukázal fotografie Diany Arbusové, které na Kikaie velmi zapůsobily. Kikai začal fotografovat v roce 1969. V té době (kdy obvyklý měsíční plat čerstvého absolventa univerzity byl asi 40 000 jenů za měsíc) stála zrcadlovka Hasselblad běžně 600 000 jenů; Kikai slyšel o příležitosti koupit jeden přístroj za 320 000 ¥ a zmínil se o tom Fukudovi, který mu okamžitě půjčil peníze, bez úroků, bez data a tlaku na splacení. (Půjčka byla nakonec splacena.) Tento Hasselblad 500CM, s 80 mm objektivem, bylo to, co Kikai poté používal na své portréty.

## Kariéra
Kikai si myslel, že práce na lodi může být fotogenická, ale bez zkušeností nemohl získat práci. Nakonec byl přijat na loď lovící tuňáky, když ukázal jizvu z nepotřebné apendektomie. Pracoval na lodi v Pacifiku od 6. dubna do 9. listopadu 1972, se zastávkou v Manzanillo (Mexiko) pro zajištění zásob. To bylo během této doby že pořídil své první fotografie, které byly zveřejněny v květnu 1973 ve vydání Camera Mainiči. V roce 1973 získal cenu za účast na 14. výstavě Japonské asociace fotografických reklam. Kikai se však rozhodl, aby mohl být kvalitním fotografem, potřebuje zdokonalit své dovednosti v temné komoře, a vrátil se do Tokia, aby pracoval v Doi Technical Photo (1973–1976). Fotografem na volné noze se stal v roce 1984, rok po své první samostatné výstavě a ve stejném roce uspořádal výstavu druhou.
Kikai, který žil poblíž chrámu Asakusy (prefektura Tokio), tam často chodil ve volných dnech a fotografoval návštěvníky. Své návštěvy zintenzivnil v roce 1985; byla zde publikována řada sbírek jeho portrétů.
Mezi další autorovy dlouhodobé fotografické projekty patří pracovní a rezidenční čtvrti v Tokiu a okolí a lidé a scény v Indii a Turecku. Všechny tyto fotografie jsou v černobílém provedení. Jeho občasné odbočky však zahrnovaly barevné fotografie ostrovů Gotó a dokonce i akty.
Neobvykle v Japonsku, kde se fotografové obvykle sdružují nebo vytvářejí skupiny, Kikai nikdy nebyl v žádné skupině, raději pracoval sám. Fotografování své vlastní rodiny přenechal své manželce Noriko a právě ona měla fotoaparát, když šli společně na výlet.
Na začátku své kariéry si Kikai často musel vydělávat peníze jinými způsoby: po třech letech práce v temné komoře se vrátil k manuální práci.
Kikai nějakou dobu učil na Musašino Art University, ale byl zklamaný nedostatkem vytrvalého úsilí studentů, a proto s lektorováním skončil.
Kikai zemřel na lymfom dne 19. října 2020.

### Asakusa portraits
Kikai zahájil sérii čtvercových černobílých portrétů Asakusa již v roce 1973, ale poté nastala přestávka až do roku 1985, kdy si uvědomil, že ideální kulisou budou prosté červené stěny Sensó-ji. V té době velká většina jeho portrétů přijala další omezení: jediný objekt stojí přímo před kamerou (původně Minolta Autocord TLR, později Hasselblad), dívá se přímo na něj a je zobrazen od kolen nahoru. Kikai mohl čekat v chrámu čtyři nebo pět hodin v naději, že uvidí někoho, koho chtěl vyfotografovat, a mohly uběhnout tři nebo čtyři dny bez jediné fotografie; ale také se stalo, že vyfotografoval i tři lidi za jediný den a tímto způsobem vyfotografoval přes šest set lidí. Věřil, že mít prostou kulisu a přímou konfrontaci s tématem umožňuje divákovi vidět subjekt jako celek a jako někoho, na kom se podepsal čas, bez jakýchkoli rušivých nebo omezujících konkrétností.
Ačkoli Kikai začal fotografovat v Asakuse jednoduše proto, že nedaleko chrámu žil, pokračoval kvůli povaze místa a jeho návštěvníkům. Asakusa, kdysi rušná a módní oblast, už dávno ztratila tento status. Kdyby bylo tak populární a přeplněné jako před válkou, šel by někam jinam, prohlásil Kikai.
V roce 1987 publikoval Ōtachi no shózó / Ecce Homo, první sbírku těchto portrétů. Jedná se o velkoformátovou knihu s portréty vytvořenými v Asakuse v letech 1985 až 1986. Kikai získal za tuto knihu Cenu Japonské fotografické společnost (PSJ) z roku 1988 a třetí cenu Nobua Iny za doprovodnou výstavu.
V roce 1995 byla v Tokiu / City of Photos představena řada portrétů ze série společně s pracemi jedenácti dalších fotografů, jedné z dvojice úvodních výstav Tokijského metropolitního muzea fotografie.
Ya-Chimata, publikovaný o rok později, má větší počet portrétů levněji vytištěných na menších stránkách.
Persona (2003) je další sbírka portrétů vytvořených v Asakuse. Několik z nich pochází z Kikaiho nejranějšího díla, ale většina portrétů z dřívějších knih byla postdatována. Několik předmětů se objevuje dvakrát nebo častěji, takže čtenář vidí účinek času. Formát knihy je neobvykle velký pro sbírku fotografií v Japonsku a desky byly vytištěny ve čtvercovém formátu. Kniha získala 23. cenu Domona Kena a výroční cenu PSJ za rok 2004. O dva roky později následovalo vydání v menším formátu s dalšími fotografiemi.
Asakusa Portraits (2008) je velká sbírka vydaná Mezinárodním střediskem fotografie (New York), publikovaná v souvislosti s výstavou ICP o nedávné historii japonské fotografii a umění Heavy Light. Kikaiho příspěvek na tuto výstavu byl dobře přijat a Asakusa Portraits získala chválu za jeho fotografii a také (od Paula Smitha) za lidovou módu fotografovaných.

### Portraits of spaces
Kikai prohlásil, že lidé a scenérie jsou dvě strany stejné mince. Když ho unavilo čekat (nebo fotografovat) v Asakuse, nachodil pěšky i dvacet kilometrů hledat zajímavé městské scény, kde by mohl vytvářet „portréty prostorů“. Denní procházka mohla trvat dvě nebo tři hodiny po dobu kratší než jedna role filmu 120. Obvykle fotografoval mezi desátou dopoledne a třetí  odpoledne a vyhýbal se době, kdy byli lidé venku, protože jejich přítomnost by přeměnila fotografie na pouhé snímky, snadno pochopitelné; i bez lidí jsou to obrazy nebo odrazy života. Kikai hledal scénu, kterou chtěl vyfotografovat, a pak tam vyčkával a fotografoval teprve tehdy, když se v záběru objevilo něco neočekávaného. Po vyvolání filmu se neobtěžoval s kontaktními tisky, místo toho posuzoval fotografii pouze podle negativu.
Ukázky z této série se objevily v různých časopisech přinejmenším již v roce 1976. Každá fotografie byla jednoduše opatřena titulkem s přibližnou adresou (v japonštině) a rokem pořízení.
Tókyó meiro / Tokijský labyrint (1999) představuje portréty prostor bez lidí v Tokiu (a příležitostně v přilehlém městě Kawasaki). Existují jednotlivé výklady, řady obchodů a rezidenční ulice. Většina budov je nenáročná. Stejně jako série Asakusa jsou tyto portréty černobílé a čtvercové, pořízené standardním objektivem na 120 mm filmu.
Tókyó mutan / Labyrinthos (2007) – na základě eseje / fotografické série, která probíhala v měsíčníku Sóshi (草思) od března 2004 do července 2005 a poté v internetové sérii „Tokio Polka“. Mezi jediným aktem ve výloze v prodejně z roku 1978 a mladým chlapcem vyfotografovaným v prosinci 2006 (a který je podobný portrétům z Persony), jsou čtvercové monochromatické pohledy na Tokio a Kawasaki, kompozice, které se zdají ležérní a poněkud neuspořádané, většinou neotevřených scén vykazujících známky intenzivního a nedávného použití. Kniha obsahuje také Kikaiho eseje z „Tokijské polky“, eseje, které se zabývají obyvateli Tokia pozorovanými při procházkách nebo ve vlaku.
Tokyo View (2016) je velkoformátová sbírka, většinou fotografií, které se také objevují v jedné nebo druhé z dřívějších knih (nebo Tókyó pótoreito / Tokyo Portraits).
Kikai prohlásil, že odchod do Indie se cítil jako návrat k Jamagatě jeho mládí a osvobození od života v Tokiu. Jeho fotografie byla mnohem méně plánovaná nebo formální než jeho portréty lidí nebo míst v Tokiu: po brzkém začátku s barevným 120 mm filmem použil černobílý 35mm film v Indii – a se smíchem řekl, že použije 35 mm v Tokiu, pokud by bylo město zajímavější a nedělal by z něj nešťastný pocit.
Indie, velkoformátová kniha vydaná v roce 1992, představuje fotografie pořízené v Indii (a v mnohem menší míře v Bangladéši) za období delší než jeden rok a sahající od roku 1982 do roku 1990. Knížka získala velkou chválu od kritika Kazuo Nishii, který uvedl, že Kikaiho Indie se zdá být neustále zatažená a že se zdá, že jeho fotografie ve své nejednoznačnosti těží z práce provedené v portrétové sérii Asakusa. Kniha získala v roce 1993 cenu Kikai Society of Photography Award.
Shiawase / Shanti (2001) je sbírka fotografií zaměřených na děti, z nichž většina byla pořízena v Allahabadu, Benaresu, Kalkatě, Puri a Dillí v roce 2000. Série vyhrála Grand Prix druhého festivalu Photo City Sagamihara Festival.

### Turecko
Autor chtěl prozkoumat krajiny, kde by na rozdíl od Indie byla zima, a také muslimské vyznání, kde se setkávají asijské a evropské kultury. V roce 1994 Kikai uskutečnil první ze šesti návštěv v Turecku, kde pobýval celkem devět měsíců. Jeho černobílé fotografie Turecka se objevily v časopise Asahi Camera a jeho barevné fotografie na jeho internetových stránkách před vydáním jeho velké knihy Anatolia, kompilace jeho černobílých děl v lednu 2011.

### Fotografie ve světě
Kikai byl jedním ze třinácti japonských fotografů pozvaných na festival EU – Japan Fest k fotografování dvaceti šesti národů Evropské unie ; v září 2005 strávil jednadvacet dní na Maltě a v říjnu 2004 krátké období v Portugalsku, kde často cestoval po obou zemích. Barevně jsou tyto fotografie odklonem od jeho dřívější práce. Většinou jde o víceméně upřímné fotografie lidí. Sbírka byla vydána jako osmý v sérii čtrnácti svazků, In-between.
V Asahi Camera se objevily série barevných fotografií z krátkých návštěv na Kubě (2007) a na Tchaj-wanu (2013) .

### Eseje
Kikaiho eseje se objevily v periodikách a v některých jeho vlastních fotoknihách. Byly také shromážděny ve čtyřech knihách, ve kterých jsou ilustrovány reprodukcemi příslušných fotografií.
Indo ya Gassan („Indie a Gassan“, 1999) je sbírka esejů a fotografií z Indie. Gassan je hora uprostřed Jamagaty poblíž místa, kde byl vychován Kikai; Kikai uvažuje o Indii a porovnává ji s Jamagatou svého mládí.
Me to kaze no kioku („Memories of the eye and the wind“, 2012) je sbírka esejí publikovaná v Yamagata Shinbun od roku 2006; Dare omo sukoshi suki ni naru hi: Memekuri bóbiroku („Days when you come to like anyone a little: An image-turning aide-memoire“, 2015) je sbírka esejí publikovaná v Bungakukai (文學界) od roku 2011; Kutsuzoku no herikata („Ways to wear down shoe rubber“, 2016) je čtvrtou kolekcí.

## Výstavy
Doplňkové anglické názvy v závorkách jsou nepřesné překlady pro tento článek; ve své době byly použity ty názvy, které jsou mimo závorky a uvozovky.
- [A] : Asakusa portraits
- [I] : Indie
- [S] : Portraits of spaces
- [T] : Turecko

### Vybrané skupinové výstavy

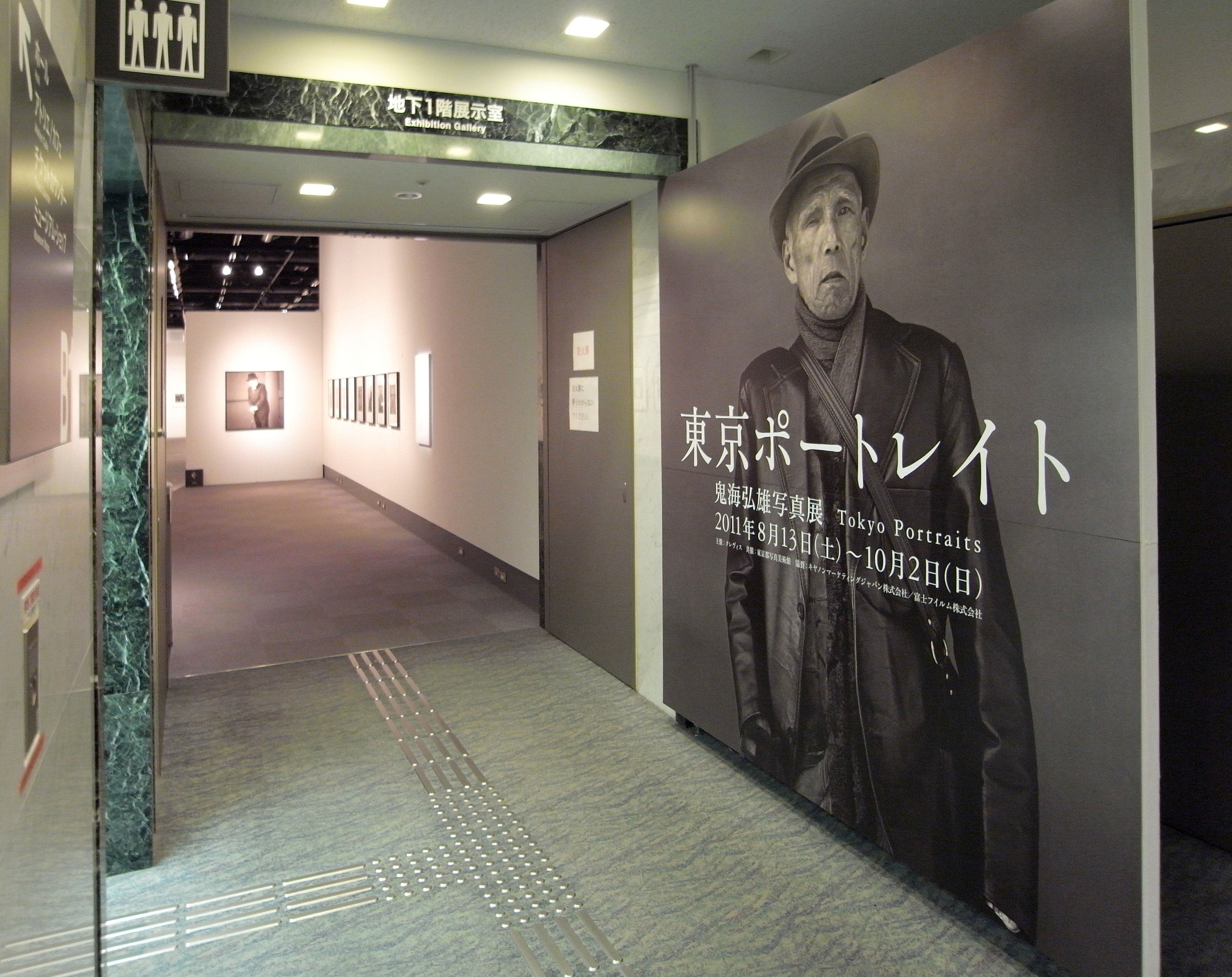
Vstup na výstavu Tokijské portréty v Tokijském metropolitním muzeu fotografie, 12. srpna 2011

- Nagi: Machinaka no kókei (Calm: Town scenes). [S] Konishiroku Photo Gallery (Šindžuku, Tokio), srpen – září 1983.
- Indo kikó (India travelogue). [I] Doi Photo Plaza Shibuya (Šibuja, Tokyo), srpen 1984; Art Plaza (Fukuoka), 1984; Gallery Antomeru (Sendai), 1984; Jamagata, 1984.
- Ōtachi no shózó (Sensóji keidai) (Portraits of kings [in the grounds of Sensó-ji]). [A] Ginza Nikon Salon (Ginza, Tokyo), 1988.
- Dai-13 Ina Nobuo shó jushó sakuhinten: Kikai Hiroo 'Ōtachi no shózó (Sensóji keidai)'  (Exhibition of works winning the 13th Ina Nobuo Award: Hiroh Kikai, Portraits of kings [in the grounds of Sensó-ji]). [A] Ginza Nikon Salon (Ginza, Tokyo); Osaka; Kyoto; etc., 1988–89.
- The Hitachi Collection of Contemporary Japanese Photography, Center for Creative Photography, Tucson, Arizona. 1989.
- Dai-13-kai Ina Nobuo shó jushó sakuhinten: Kikai Hiroo 'Kanshó: Machi no katachi'  (Exhibition of works winning the 13th Ina Nobuo Award: Hiroh Kikai, Meditation: Town shapes). [S] Osaka Nikon Salon, únor 1990; Ginza Nikon Salon (Ginza, Tokyo), březen 1990; Kyoto; etc., 1990.
- Ecce Homo. [A] Robert Koch Gallery (San Francisco), 1993.
- Indo kikó (India travelogue). [I] Shómeidó Gallery (Kodaira), 1998.
- Persona (1). [A] Centrum Sztuki i Techniki Japońskiej Manggha (Krakov), 1999.
- Shashin to insatsu hyógen (Photographs and printing expression). [S] Mitsumura Art Plaza (Ōsaki, Tokyo), únor–březen 2000.
- Persona (2). [A] Centrum Sztuki i Techniki Japońskiej Manggha (Krakov), listopad–prosinec 2002.
- Persona. [A] The Third Gallery Aya (Osaka), říjen 2003.
- Persona. [A] Domon Ken Photography Museum (Sakata), září–listopad 2004.
- Persona. [A] Ginza Nikon Salon (Tokyo); Osaka, 2004.
- Persona. [A] Galeria Fotografii PF, Centrum Kultury Zamek (Poznaň), únor–březen 2005.
- Persona. [A] Shómeidó Gallery (Kodaira) leden 2005.
- Perusona [A] Ginza Nikon Salon (Ginza, Tokyo), únor–březen 2006; Osaka Nikon Salon (Osaka), duben 2006.
- Tókyó mutan [S] Ginza Nikon Salon (Ginza, Tokyo), září 2007; Osaka Nikon Salon (Osaka), říjen 2007.
- Tokyo Labyrinth. [S] Yancey Richardson Gallery (New York City), září–říjen 2008.
- Jinsei gekijó (Human theatre). [A] Gallery Raku, Kyoto University of Art and Design, Kyoto, březen 2009.
- Persona. [A] Yancey Richardson Gallery (New York City), květen–červenec 2009.
- Asakusai portrék. [A] Liget Gallery (Budapešť), listopad–prosinec 2010.
- Anatoria e no purosesu [T] Aoyama Book Center (Omotesandó, Tokyo), leden 2011.
- Tókyó pótoreito Tokyo portraits. [A, S] Tokijské metropolitní muzeum fotografie (Ebisu, Tokio), srpen–říjen 2011.
- Anatoria [T] M2 (Šindžuku, Tokio), srpen 2011.
- Persona. [A, S, I, T] Yamagata Museum of Art (Jamagata), prosinec 2011 – leden 2012.
- Tokyo Labyrinth. [S] Zen Foto Gallery (Roppongi, Tokio), květen 2013.
- Persona / Perusona [A] 14th Documentary Photo Festival Miyazaki, Miyazaki Prefectural Art Museum, srpen–září 2013.
- Asakusa Portraits (1973–2008) et India (1982–2008). [A, I] In between Gallery (Paris), listopad 2013.
- India 1982–2011. [I] Canon Gallery S (Šinagawa, Tokio), květen–červen 2014.
- Retratos de Asakusa. [A] Promoción del Arte (Madrid), září–listopad 2014.
- India 1982–2011. [I] The Museum of Art, Ehime (Macujama), září–říjen 2014.
- Tókyó: voyage à Asakusa. [A, S] Société d'encouragement pour l'industrie nationale, Paříž 6. října 2015.
- India 1979–2016 [I] Fujifilm Photo Salon (Tokio), květen – červen 2017.
- 《人物》鬼海弘雄的肖像摄影. [A] See+ Art Space / Gallery (Beijing), prosinec 2017 – únor 2018.
- Persona. [A] Photo Gallery Blue Hole (Katagami, Akita), srpen 2018 – leden 2019.
- Persona. [A] Kihoku town office Kihoku, Ehime, únor 2019.
- Persona. [A] Sagae City Museum of Art, Sagae, Jamagata, duben-červen 2019.
- Persona: The Final Chapter / Persona saishūshó [A] Irie Taikichi Memorial Museum of Photography Nara City, září–říjen 2019.
- Persona: The Final Chapter [A] In between Gallery (Paříž), listopad–prosinec 2019.
- Ōtachi no shózó Portraits of kings). [A] (Tokio), červen–srpen 2020.

- Hitachi Collection of Contemporary Japanese Photography. Centrum kreativní fotografie, University of Arizona, 1988.[24]
- Nyū dokyumentsu 1990 (ニュー・ドキュメンツ 1990) / Nové dokumenty 1990. Museum of Modern Art, Toyama (Toyama), 1990.[25]
- Šašin toši Tókió (写真都市Tokyo) / Tokio / město fotografií. [A] (Dalšími vystavovanými fotografy byli Takanobu Hayashi, Ryūji Miyamoto, Daidó Morijama, Šigeiči Nagano, Ikkó Narahara, Micugu Óniši, Masato Seto, Issei Suda, Akihide Tamura, Tokuko Ušioda a Hiroši Jamazaki.) Metropolitní muzeum fotografie v Tokiu, 1995.[26]
- Shashin wa nani o katareru ka (写真は何を語れるか。What can photographs say?). [I] Tokijské metropolitní muzeum fotografie, červen; Osaka Umeda Canon Salon, červenec; Salon Canon Fukuoka, srpen; Salon Canon Nagoja, září; Salon Canon Sapporo, říjen; Salon Sendai Canon, listopad 1997.
- Berlín – Tokio. Nová Národní galerie, Berlín, 2006.
- Tókyó meiro / Andesu Kuero (東京迷路・アンデスケロ村) / Tokijský labyrint / Andes Qero. [S] (Společně s Yoshiharuem Sekinoem, který vystavoval fotografie pořízené v komunitě Q'ero v Peru.) Galerie Šómeidó (Kodaira), červenec 2007.
- Heavy Light: Nedávná fotografie a video z Japonska. [A] Mezinárodní fotografické centrum (New York), květen – září 2008.
- Sanderovy děti. [A] Danziger Projects, New York, 2008.
- Mit anderen Augen. Das Porträt in der zeitgenössischen Fotografie = S jinýma očima: Portrét v současné fotografii. [A] Die Photografische Sammlung / SK Stiftung Kultur, Kolín nad Rýnem, 26. února – 29. května 2016; Kunstmuseum Bonn, 25. února – 8. května 2016.
- Tváře z míst. [A] L. Parker Stephenson Photographs, Manhattan, 6. května – 16. července 2016. S Mike Disfarmerem, Sirkka-Liisa Konttinen, J. a D. 'Okhai Ojeikere, Malick Sidibé a Jacques Sonck.[27][28]

## Stálé sbírky
- Tokijské metropolitní muzeum fotografie: 17 fotografií ze série Ótači no šózó (později známé jako Asakusa portraits nebo Asakusa), 1985–1986.[29]
- Muzeum moderního umění, Tojama (Japonsko)
- Muzeum fotografie Domona Kena (Sakata, Jamagata, Japonsko)
- Nová Národní galerie (Berlín)
- Centrum kreativní fotografie (University of Arizona, Tucson)
- Hood Museum of Art (Dartmouth College, Hanover, New Hampshire)[30]
- Muzeum umění Houston (Texas)
- Muzeum Mezinárodního centra fotografie (New York)
- Muzeum umění (Amherst College, Amherst, MA)[31]
- Muzeum umění ve Filadelfii (Pensylvánie)[32]

## Publikace

### Kikaiovy knihy
- Ōtachi no shózó: Sensó-ji keidai (Ecce homo: Portraits of kings. Yokohama: Yatate, 1987. Sbírka fotografií, titulky japonsky a anglicky, esej: Sadayoshi Fukuda. Obsahuje 41 černobílých tisků.
- India. Tokyo: Misuzu Shobó, 1992. ISBN 4-622-04385-8. Sbírka fotografií, text (Kikai a Munesuke Mita) japonsky a anglicky, titulky anglicky. Obsahuje 106 černobílých tisků.
- Ya-Chimata: Ōtachi no kairó (Ya-Chimata: A gallery of kings). Tokyo: Misuzu Shobó, 1996. ISBN 4-622-04409-9. Sbírka fotografií, text (Kikai a další) pouze japonsky. Obsahuje 183 černobílých tisků.
- Tókyó meiro (Tokyo Labyrinth. Tokyo: Shógakukan, 1999. ISBN 4-09-681241-2. Sbírka fotografií, text (Andrzej Wajda, Genpei Akasegawa a Suehiro Tanemura) pouze japonsky. Obsahuje 108 černobílých tisků.
- Indo ya Gassan (India and Gassan). Tokyo: Hakusuisha, 1999. ISBN 4-560-04928-9. Třicet esejí a čtyřicet jedna fotografií; text japonsky. Černobílé fotografie.
- Shiawase: Indo daichi no kodomo-tachi / Shanti: Children of India. Tokyo: Fukuinkan, 2001. ISBN 4-8340-1779-6. Sbírka fotografií (vše monochromatické): 13 fotografií na šířku přes dvě strany; a 94 na výšku. Text japonsky.[n 1]
- Persona. Tokyo: Sóshisha, 2003. ISBN 4-7942-1240-2. Sbírka fotografií, texty (Andrzej Wajda, Suehiro Tanemura a Kikai) japonsky a anglicky.
- Perusona (Persona. Tokyo: Sóshisha, 2005. ISBN 4-7942-1450-2. Druhá, populární edice cyklu Persona z roku 2003 v menším formátu. Obsahuje přidané eseje a Kikaiovy fotografie; titulky japonsky a anglicky, další text pouze japonsky. Dvanáct tisků z prvního vydání a 191 tisků hlavní série je každý představen na samostatné stránce; mimo sérii obsahuje další tři fotografické tisky.[n 2]
- In-between 8: Kikai Hiroo Porutogaru, Maruta / In-between, 8: Hiroh Kikai, Portugalsko, Malta. Tokyo: EU–Japan Fest Japan Committee, 2005. ISBN 4-903152-07-3. Sbírka fotografií; text japonsky a anglicky. Obsahuje 28 barevných fotografií Portugalska a 27 Malty.[n 3]
- Tókyó mutan / Labyrinthos. Tokyo: Sóshisha, 2007. ISBN 4-7942-1572-X. Sbírka 118 monochromatických fotografií a esejí; text a eseje jsou pouze japonsky.
- Asakusa Portraits. New York: International Center of Photography; Göttingen: Steidl, 2008. ISBN 978-3-86521-601-4. Sbírka černobílých fotografií; titulky a text pouze anglicky. With an interview of Kikai by Noriko Fuku, eseje Kikai (přeloženo z cyklu Perusona), esej Asakusa: Hiromiči Hosoma.[n 4]
- Anatoria / Anatolia. Tokyo: Crevis, 2011. ISBN 978-4-904845-10-3. Sbírka 140 černobílých fotografií Turecka (nejen Anatolia). Předmluva: Toshiyuki Horie a Kikai.[n 5]
- Tókyó pótoreito / Tokyo Portraits. Tokyo: Crevis, 2011. ISBN 978-4-904845-14-1. Výstavní katalog více než 150 monochromatických fotografií cyklu „Asakusa portraits“ a „Portraits of spaces“. Doslov (Shinji Ishii, Iwao Matsuyama a Nobuyuki Okabe) pouze japonsky; kapitoly japonsky a anglicky.[n 6]
- Me to kaze no kioku: Shashin o meguru esē. Tokyo: Iwanami, 2012. ISBN 978-4-00-024952-2. Sbírka esejí.
- Seken no hito. Chikuma Bunko. Tokyo: Chikuma Shobó, 2014. ISBN 978-4-480-43156-1. Antologie bunkobon k cyklu Asakusa portrait.
- Dare o mo sukoshi suki ni naru hi: Memekuri bóbiroku. Tokyo: Bungei shunjū, 2015. ISBN 978-4-16-390215-9. Sbírka esejí.
  - Naxie jianjian xihuan shang ren de rizi (那些渐渐喜欢上人的日子 视线所至备忘录). Hunan: 浦睿文化·湖南文艺出版社, 2019. ISBN 978-7-5404-9074-4. Překlad do čínštiny: 连子心.
- Tokyo View. Kyoto: Kazetabi-sha, 2016.  Velkoformátová sbírka 117 monochromatických fotografií ze série „portrétů prostorů“. Titulky japonsky a anglicky; doslov: Hideki Maeda, pouze japonsky.[n 7]
- Kutsuzoku no herikata. Tokyo: Chikumashobo, 2016. ISBN 978-4-480-87621-8. Sbírka esejí, obsahuje 32 celostránkových tisků ze série „Portraits of spaces“.[n 8]
- India 1979–2016. Tokyo: Crevis, 2017. ISBN 978-4-904845-83-7. Černobílé fotografie, obvykle jedna na stránku, text japonsky. Předmluva: Kikai a esej: Randy Taguchi; vše pouze japonsky.[n 9]
- Persona saishūshó 2005–2018 / Persona: The Final Chapter, 2005–2018. Tokyo: Chikumashobo, 2019. ISBN 978-4-480-87399-6. Celkem 205 černobílých fotografií, jedna na jedné stránce. Eseje: Kikai a Toshiyuki Horie; oboje japonsky a anglicky.[n 10]
- Kotoba wo utsusu: Kikai Hiroo taidanshū, Portraying words: Hiroh Kikai interview collection). Tokyo: Heibonsha, 2019. ISBN 978-4-582-23130-4. Rozhovory s Kikaiem vedli: Taichi Yamada, Nobuyoshi Araki, Toshiko Hirata, Shūsuke Michio, Randy Taguchi, Shigeru Aoki, Toshiyuki Horie a Natsuki Ikezawa; editor: Jun'ichiró Yamaoka.[n 11]
- Shanti: Persona in India. Tokyo: Chikumashobo, 2019. ISBN 978-4-480-87401-6. 168 otitulkovaných černobílých fotografií, jedna na jedné stránce, esej: Kikai a Shinji Ishii; oboje japonsky a anglicky.[n 12]
- Ōtachi no shózó ("Portraits of kings"). JCII Photo Salon Library 346. Tokyo: JCII Photo Salon, 2020.[n 13] Fotografie ze série později známé jako Asakusa portraits, 1973-1986; 22 fotografií, jedna na stránku.

### Knihy s příspěvky Kikaie
- Shashin toshi Tókyó / Tokyo / City of Photos. Tokyo: Tokijské metropolitní muzeum fotografie, 1995. Výstavní katalog z roku 1995. Titulky a texty japonsky a anglicky.
- Literatura na świecie (Varšava, ISSN 0324-8305) č. 1–3, 2002. Speciální vydání japonské literatury Japonia, bylo ilustrováno Kikaiovými fotografiemi, pořízených na Ya-Chimata a Tókyó meiro / Tokyo Labyrinth. Text v polštině.
- Ueda Makoto. Shūgó jūtaku monogatari, The story of collective housing). Tokio: Misuzu, 2004. ISBN 4-622-07086-3. Kniha o hromadném bydlení v Japonsku v budovách v Dójunkai, se 165 ilustrativními barevnými fotografiemi, vše Kikai. (Některé černobílé fotografie jsou starší a pocházejí od jiných fotografů.) Text: Makoto Ueda, pouze japonsky. Obsah byl v letech 1997–2001 publikovaný v magazínu Tokyojin.[n 14]
- In-between: 13-nin no shashinka 25-kakoku / In-between: 13 photographers, 25 nations. (13 fotografů, 25 národů.) Tokio: EU–Japan Fest Japan Committee, 2005. ISBN 4-903152-13-8. Kikai je jedním ze třinácti autorů v této doplňkové sbírce fotografií v šesti tématech ("Kameny a zdi", "Slova", atd...); text japonsky a anglicky.
- Miyako Harumi. Messēji / The Message. Tokyo: Juritsusha, 2006. ISBN 4-901769-41-3. Kniha, jejíž polovinu tvoří citace z rozhovorů se zpěvačkou žánru enka Harumi Miyako a druhou polovinu barevné fotografie Kikaie. Fotografie nejsou popsány ani identifikovány; hrstka je z Mijaka, ale většina jsou výhledy na moře a provincie. (V mnoha případech jsou scény rozpoznatelné z oblasti Kumano západně od Kumanogawa v prefektuře Wakajama.) Text japonsky.[n 15]
- Heavy Light: Recent Photography and Video from Japan. New York: International Center of Photography; Göttingen: Steidl, 2008. ISBN 978-3-86521-623-6. Texty pouze anglicky.
- Higashi-Nihon dai-jishin: Shashinka 17-nin no shiten, Velké zemětřesení ve východním Japonsku: Perspektiva 17 fotografů). Speciální kompilace magazínu Asahi Camera. Tokio: Asahi Shinbunsha, 2011. ISBN 978-4-02-330996-8. Sbírka fotografií následků zemětřesení a tsunami v Tóhoku 2011. Text pouze japonsky. Kikai přispěl šesti stranami: Sóma na počátku června a tři města v prefektuře Mijagi na konci srpna.
- Kikai Hiró and Jean-François Sabouret. Tókyó: voyage à Asakusa. Atlantique, Éditions de l'Actualité Scientifique Poitou-Charentes, 2015. ISBN 978-2-911320-55-2. Úvod do Kikaiova díla, francouzsky a japonsky.
- Gabriele Conrath-Scholl a Stephan Berg, editoři, Mit anderen Augen. Das Porträt in der zeitgenössischen Fotografie = With Different Eyes: The Portrait in Contemporary Photography. Kolín: Snoeck, 2016. ISBN 978-3-86442-158-7. Výstavní katalog.

## Galerie

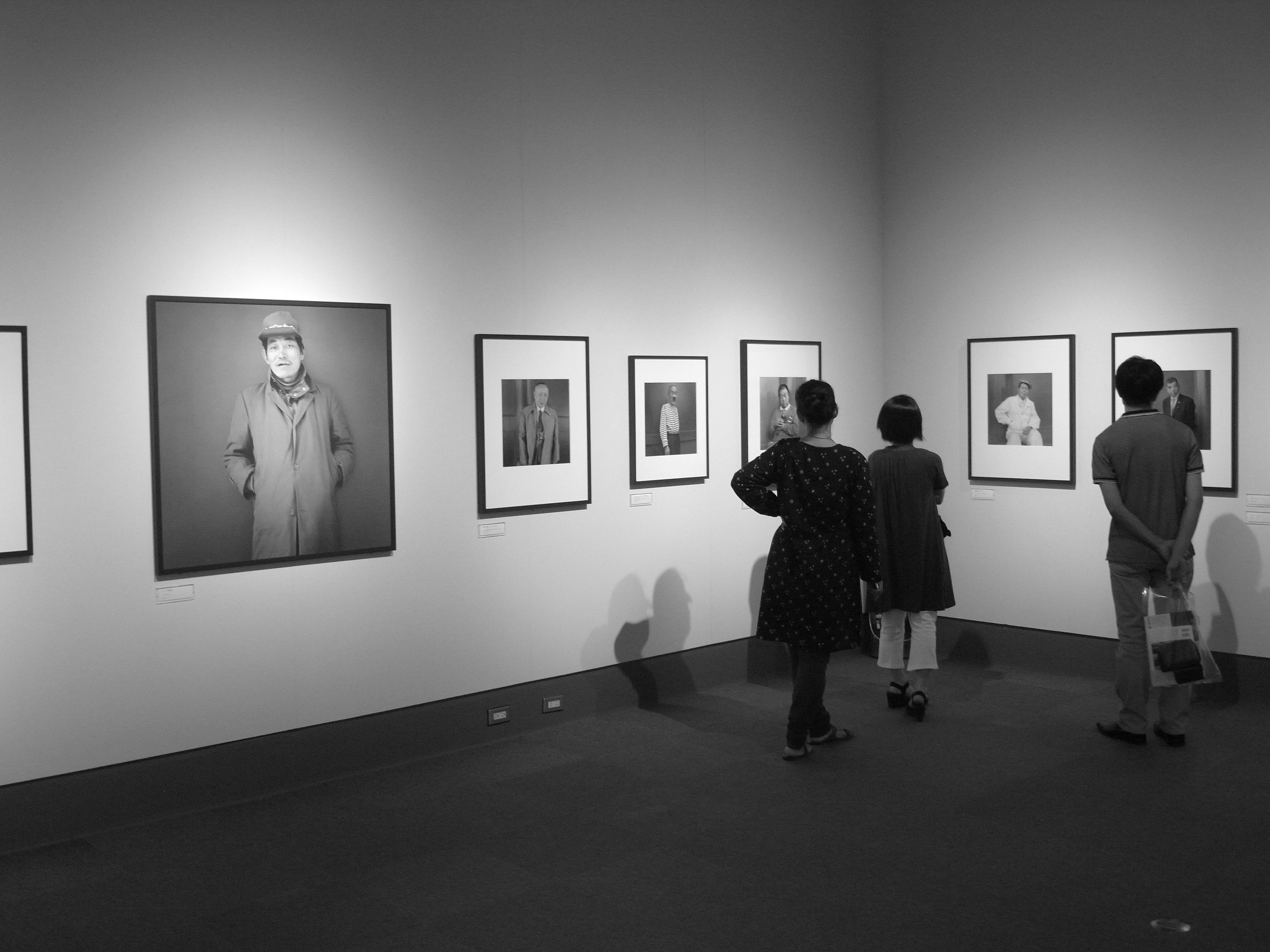
Výstava Tokyo Portraits, Tokijské metropolitní muzeum fotografie, 2011
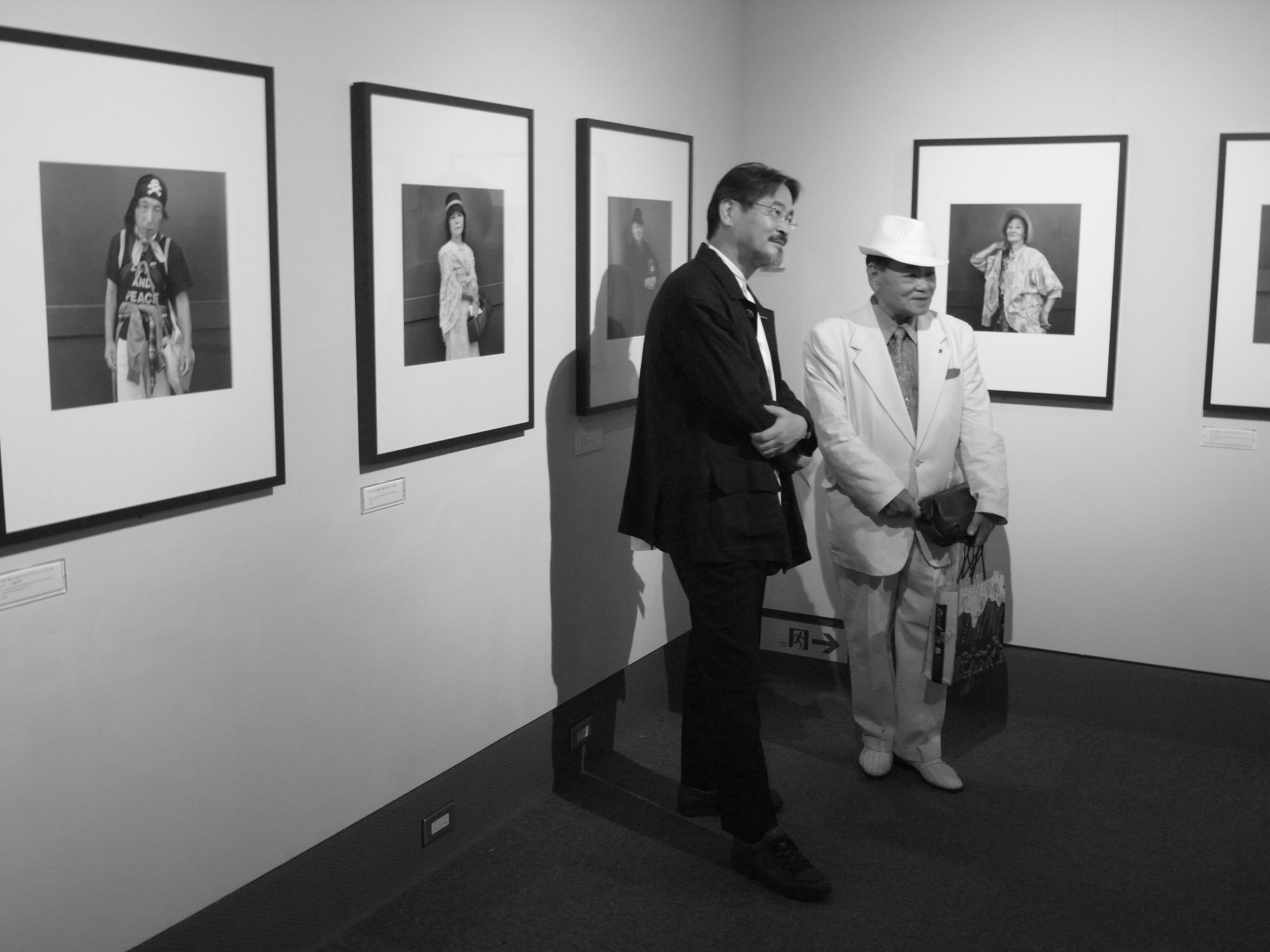
Výstava Tokyo Portraits, Tokijské metropolitní muzeum fotografie, 2011
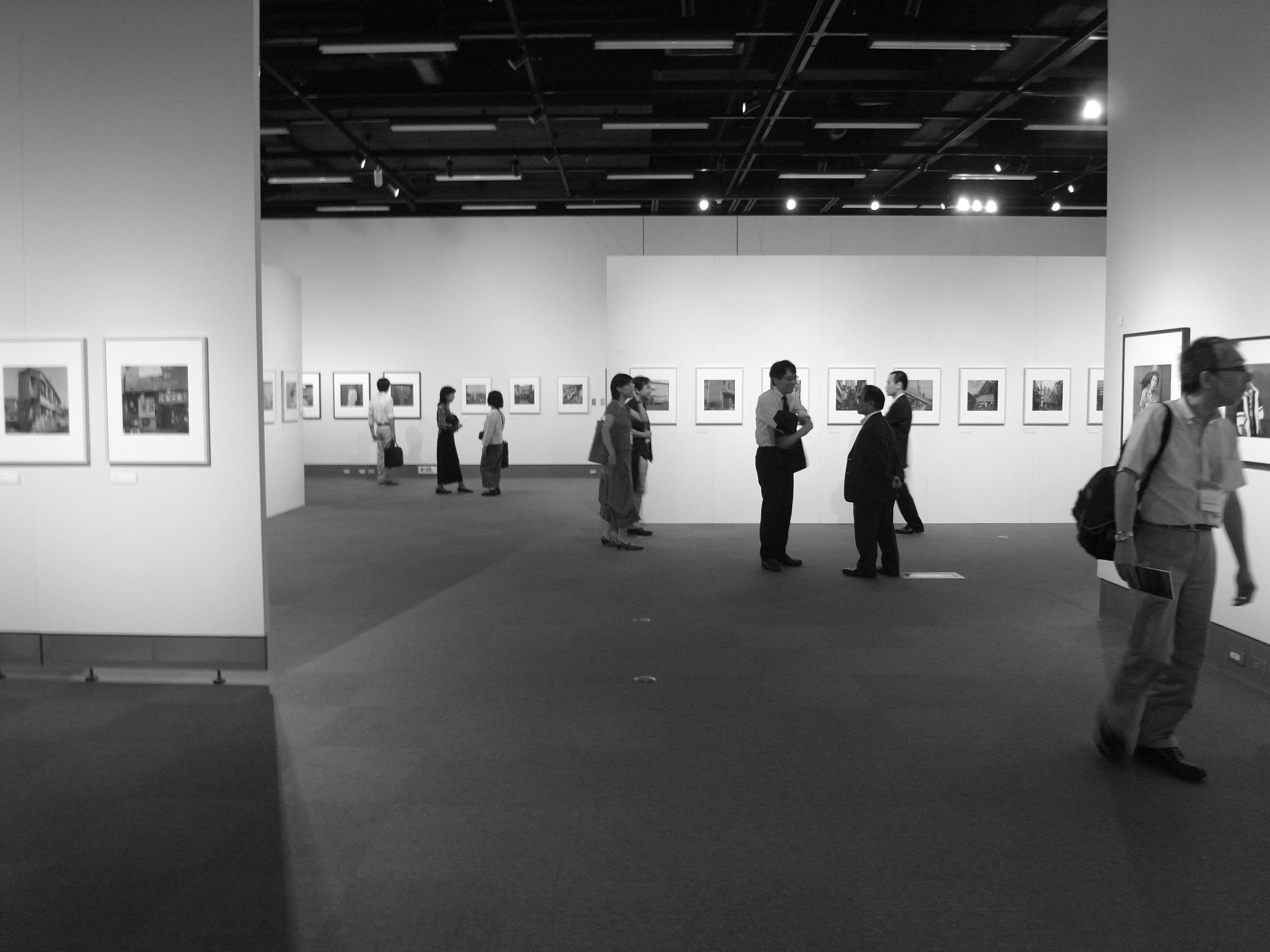
Výstava Tokyo Portraits, Tokijské metropolitní muzeum fotografie, 2011
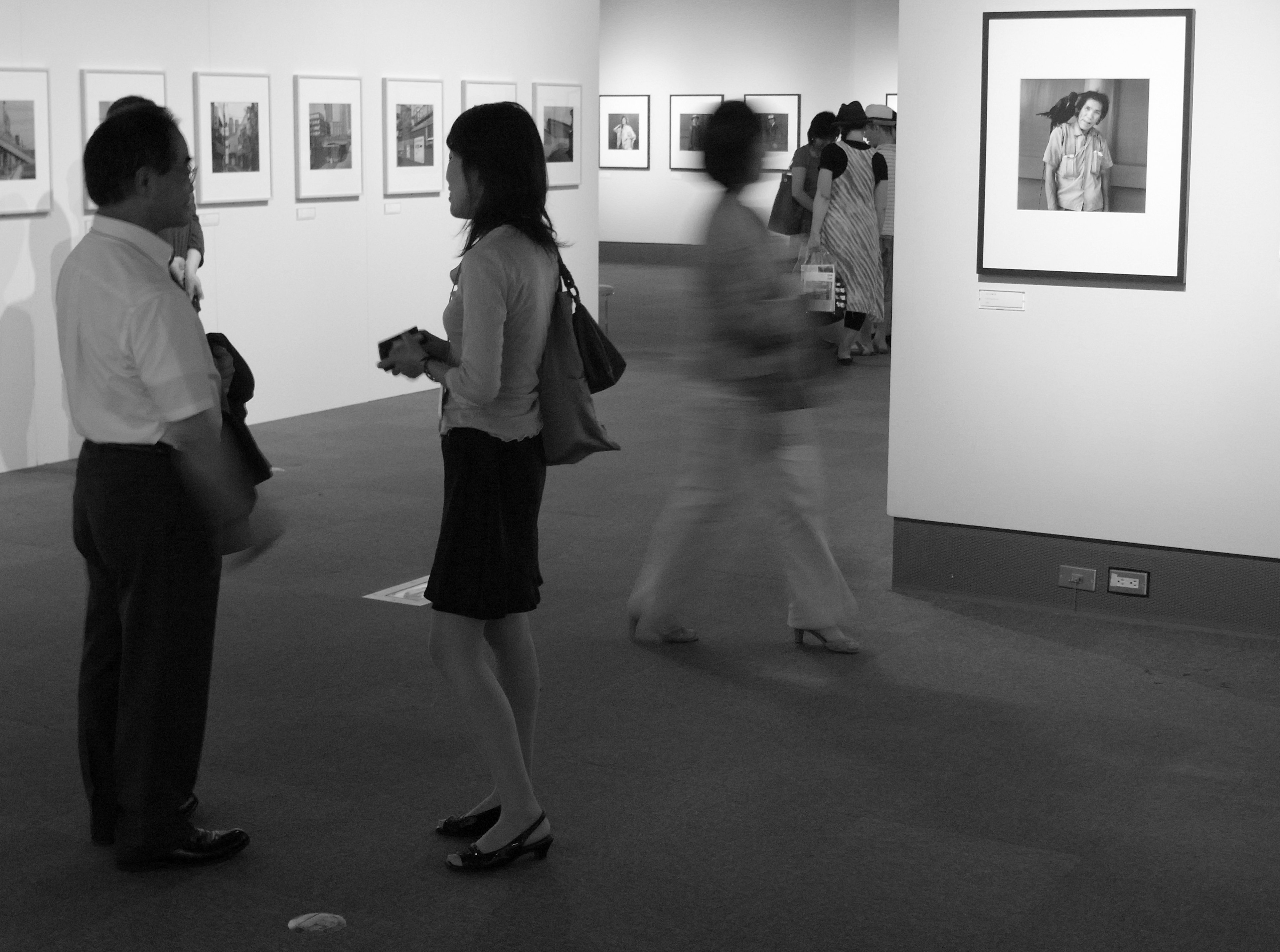
Výstava Tokyo Portraits, Tokijské metropolitní muzeum fotografie, 2011